# Тути-Фрути Слот
Тути-Фрути Слот е опростена некомерсиална слот машина за GNU/Linux, създадена в София, България. Проектът се администрира от Тодор Балабанов.

## Основна цел на проекта
Проектът стартира август 2008 година с идеята да се създаде версия с отворен код на популярните хазартни слот машини. Поради своята простота играта се използва в курсове по програмиране на компютърни игри. Най-интересната част от играта е нейният математически модел.

## Използвани технологии
Играта е написана на C++ езика под Ubuntu Linux. Като мултимедиен слой се използва библиотеката SDL.

## Игрови екран
Основният игрови екран се състои от две активни области – централна област с барабани и информация в областта на долната част на екрана. Централната област показва текущите барабани и реда на разглеждане на комбинация от двете страни на барабаните. Информация в долната част показва залог на една линия, броя на линиите, общ залог, стойност на изплатена печалба и стойност на наличен кредит.

## Начин на игра
Начинът на игра е максимално опростен. Първо играчът трябва да направи депозит чрез увеличаване на наличния кредит. След това играчът трябва да избере залог на единична линия и брой линии за залагане. Последното действие е завъртане на барабаните. Ако е уцелена печеливша комбинация, то стойността на печалбата се визуализира в полето за изплатени печалби.